# Розайш (Азорские острова)
Розайш (порт. Ilhéus dos Rosais) — скалистый вулканический остров, рядом с которым находится несколько маленьких скал. Входит в Азорские острова, Португалия. Розайш необитаем.

## Расположение
Остров расположен в северо-западном направлении от острова Сан-Жорже в центральной части архипелага.